# 2-й корпус резервной кавалерии (Великая армия)
2-й корпус резервной кавалерии Великой Армии (фр. 2e corps de réserve de cavalerie de la Grande Armée) — оперативно-тактическое объединение армии Наполеона. Первый раз корпус был образован 13 декабря 1806 года, когда Император разделил всю резервную кавалерию между принцем Мюратом и маршалом Бессьером для действий по разным направлениям. Однако уже через месяц все кавалерийские дивизии вновь объединились под началом Мюрата, а Бессьер вернулся к командованию гвардией.
Повторно образован 9 января 1812 года в составе кавалерийского резерва Великой Армии, и сражался вплоть до отречения Наполеона.

## Состав корпуса
На 13 декабря 1806 года:
- 2-я дивизия тяжёлой кавалерии (дивизионный генерал Жан-Жозеф д’Опуль)
- 2-я драгунская дивизия (дивизионный генерал Эммануэль Груши)
- 4-я драгунская дивизия (дивизионный генерал Луи Саюк)
- дивизия лёгкой кавалерии (дивизионный генерал Жак Тийи)

На 1 июля 1812 года:
- 2-я дивизия лёгкой кавалерии (дивизионный генерал Орас Себастьяни)
- 2-я дивизия тяжёлой кавалерии (дивизионный генерал Пьер Ватье)
- 4-я дивизия тяжёлой кавалерии (дивизионный генерал Жан-Мари Дефранс)

На 16 октября 1813 года:
- 2-я дивизия лёгкой кавалерии (дивизионный генерал Жювеналь Корбино)
- 4-я дивизия лёгкой кавалерии (дивизионный генерал Изидор Экзельман)
- 2-я дивизия тяжёлой кавалерии (дивизионный генерал Антуан Сен-Жермен)

На 1 марта 1814 года:
- 2-я дивизия лёгкой кавалерии (дивизионный генерал Антуан Морен)
- 2-я дивизия тяжёлой кавалерии (дивизионный генерал Жак Делор)

## Командование корпуса

### Командующие корпусом
- маршал Жан-Батист Бессьер (13 декабря 1806 – 12 января 1807)
- дивизионный генерал Луи-Пьер Монбрен (9 января 1812 – 7 сентября 1812)
- дивизионный генерал Орас Себастьяни (7 сентября – 12 ноября 1812 и 6 февраля – 18 ноября 1813)
- дивизионный генерал Этьен Бордесуль (18 ноября 1813 – 2 декабря 1813)
- дивизионный генерал Антуан Сен-Жермен (2 декабря 1813 – 12 мая 1814)

### Начальники штаба корпуса
- бригадный генерал Франсуа-Ксавье Руссель (13 декабря 1806 – 12 января 1807)
- полковник штаба Франсуа Ватье (1812 – 1813)
- полковник штаба Лакур (1813)